# 班尼
班尼（英語：Banni）是西非國家甘比亞的村莊，位於上河區武里縣。根據2009年所做的人口調查數據顯示，居住於班尼的總人口數量為461人。